# Parafia Maryi Matki Kościoła w Dzierżoniowie
Parafia Maryi Matki Kościoła – rzymskokatolicka parafia mieszcząca się przy ulicy Świdnickiej 20 w Dzierżoniowie, należąca do dekanatu dzierżoniowskiego diecezji świdnickiej.

## Historia parafii
Kościół parafialny wyróżnia się w architekturze Dzierżoniowa, jego projektantem był Carl Gotthard Langhans. Poświęcenie kamienia pod budowę świątyni odbyło się 25 listopada 1795, a w 1798 wzniesiono obiekt. Do 1946 należał do gminy ewangelickiej, a po przejęciu miasta przez administrację polską, przeszedł w posiadanie nowej parafii ewangelicko-augsburskiej. Ze względu na małą liczbę wiernych, w 1962 przerobiono kościół na magazyn i sklep meblowy.
W 1973 przekazano obiekt parafii św. Jerzego. W latach 1974–1979 odremontowano go i przystosowano na cele kultu religijnego. Świątynię konsekrował 27 maja 1979 bp Wincenty Urban. 15 października 1981 erygowano parafię Maryi Matki Kościoła. Jej pierwszym proboszczem (do 1 maja 2008) był ks. Stanisław Majda. W latach 1981–2004 wykonano szereg inwestycji i prac remontowo-konserwatorskich. Zainstalowano też trzy dzwony na wieży kościelnej oraz kuranty. Na przełomie 2010–2011 dokonano kapitalnego remontu dachu.

## Kościoły filialne

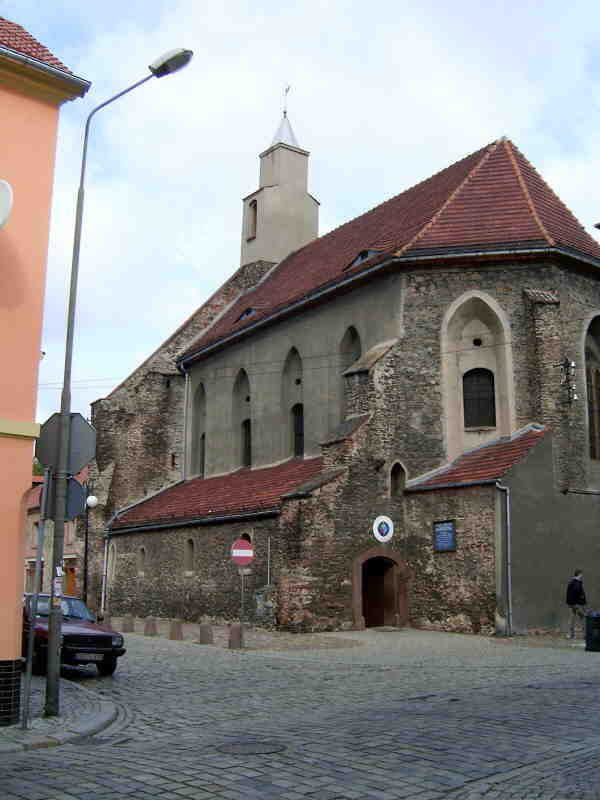
Kościół pomocniczy Niepokalanego Poczęcia NMP

### Kościół Niepokalanego Poczęcia NMP
Kościół wzniesiono w XIV wieku. Po wojnie służył on parafii św. Jerzego. Od 7 września 1989 trwa w nim nieustająca adoracja Najświętszego Sakramentu. Znajduje się tam siedziba Parafialnego Zespołu Caritas.

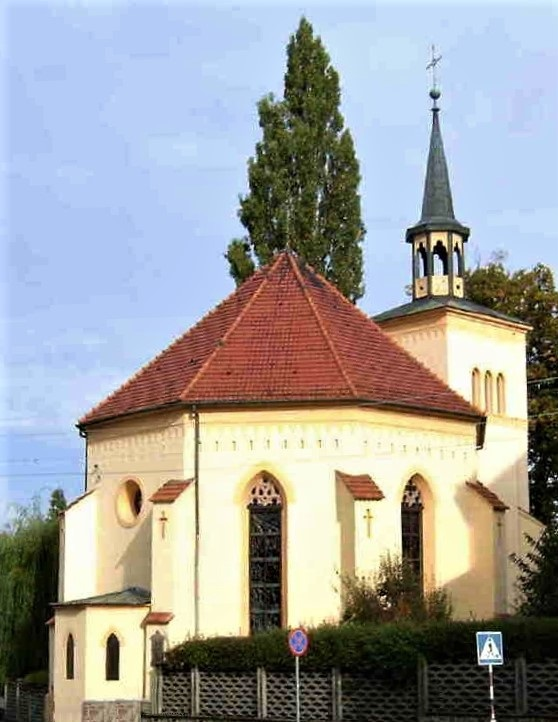
Kościół pomocniczy Trójcy Świętej

### Kościół Trójcy Świętej
Początki kościoła sięgają XIII wieku, ale obecny kształt zawdzięcza m.in. przebudowie z lat 1843–1851 oraz odbudowie w latach 80. XX wieku. Po poświęceniu obiektu 7 listopada 2004 przez bp. Ignacego Deca, stał się on miejscem kultu Miłosierdzia Bożego.

## Grupy parafialne
W parafii działa rada parafialna, Akcja Katolicka, Żywy Różaniec, Parafialny Zespół Caritas, Grupa Przenajdroższej Krwi Pana Jezusa, Straż Honorowa Najśw. Serca Pana Jezusa, Ruch Światło-Życie, Czciciele Miłosierdzia Bożego, Eucharystyczny Ruch Młodych, służba liturgiczna, schola młodzieżowa i dziecięca.